# C9H17NO
化学式C9H17NO（摩尔质量：155.24 g/mol）可以指以下化合物：
- 四甲基哌啶酮，CAS号：826-36-8
- 异氰酸正辛酯，CAS号：3158-26-7
- 异氰酸叔辛酯，CAS号：1611-57-0
- 甲基石榴碱，CAS号：40199-45-9

|  | 这个同类索引页列出了具有相同分子式的化学物（即同分異構體）条目。 除非您是有意链接至本页，否则应将相应条目的内部链接指向正确的条目。 |